# Utthita Trikonásana

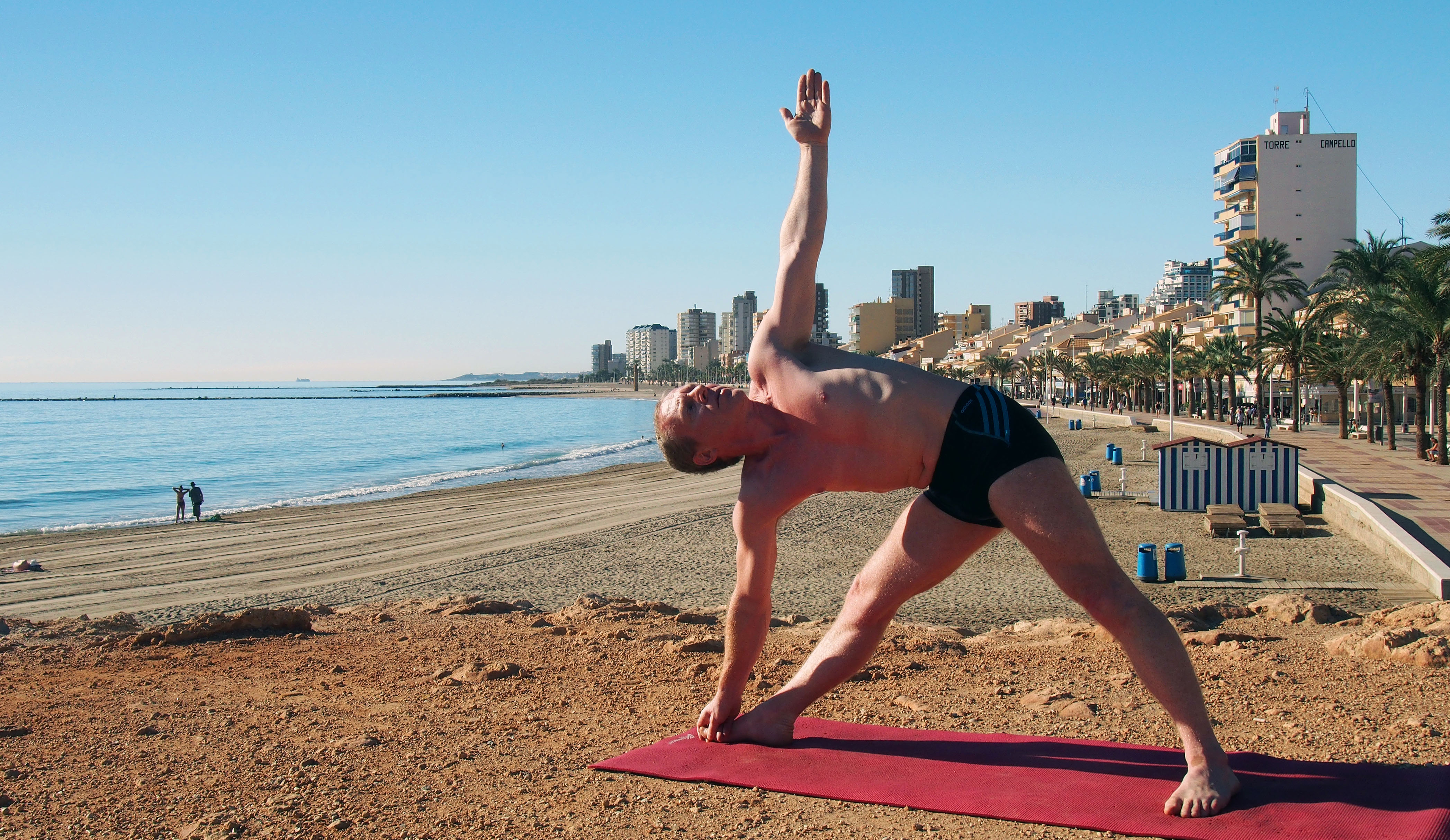
Utthita Trikonásana

Utthita Trikonásana  ((उत्थित  त्रिकोणासन) neboli „natažený trojúhelník“ je jednou z ásan. 

## Etymologie
Název pochází ze sanskrtského slova utthita rozšířený, natažený; trikona (त्रिकोणासन) trojúhelník a asana (आसन) posed/pozice.

## Popis
- stoj s chodidly ve vzdálenosti upažení, zadní chodidlo je otočené směrem dopředu v úhlu 45–60 stupňů
- pokud je přední nohou pravá, s nádechem se protáhnout za pravou paží a úklon, pravá ruka směřuje dolů k zemi a druhá paže vede nahoru
- chodidla stáhnout k sobě, nepřenášet váhu do kolenou[2]